# ایزرائیل پاتنم
ایزرائیل پاتنم (۷ ژانویه ۱۷۱۷- ۲۹ مه ۱۹۷۰) ژنرال ارتش آمریکا و یک فراماسون بود وی عموماً با نام اولد پات شناخته می‌شد. مهم‌ترین جنگی که او در آن حضور داشت نبرد بانکرهیل بود که در حین محاصره بوستون اتفاق افتاد.